# Jules Lebreton
 (novembre 2023).
Si vous disposez d'ouvrages ou d'articles de référence ou si vous connaissez des sites web de qualité traitant du thème abordé ici, merci de compléter l'article en donnant les références utiles à sa vérifiabilité et en les liant à la section « Notes et références ».
Jules Lebreton, né le 20 mars 1873 à Tours et mort à Paris en 1956, est un jésuite et théologien français.

## Biographie

### Prise de position
Dans le numéro de la revue Études du 5 février 1927, Jules Lebreton prend position en faveur de la condamnation de l'Action française. Il qualifie Maurras de païen tout en reconnaissant l'importante effort de la part de l'école monarchiste dans la lutte pour la défense de l'Église et contre l'anticléricalisme.

## Ouvrages
- Les Origines du dogme de la Trinité, Paris, G. Beauchesne, 1910 —  prix Juteau-Duvigneaux de l’Académie française en 1911
- L’Église primitive, Paris, Bloud et Gay, 1934 — prix Halphen de l’Académie française en 1935